# Радянський район (Київ)
Радя́нський райо́н — колишній адміністративно-територіальний район міста Києва. Був розміщений у правобережній частині міста. Територія району починалася у центральній частині міста від вулиці Івана Франка та простягалася на захід майже на 14 км вздовж однієї з основних магістралей міста — бульвару Тараса Шевченка і проспекту Перемоги. Західна межа району — вулиця Академіка Туполєва.
На заході район межував з Ленінградським районом, на півночі — з Шевченківським районом, на сході — з Старокиївським районом, на півдні — з Залізничним і Жовтневим районами.
Найбільші площі та вулиці: Галицька площа, проспект Перемоги, бульвар Тараса Шевченка, вулиці Дегтярівська, Олександра Довженка, Косіора, Данила Щербаківського.

## Історія
Район був утворений згідно з постановою ЦВК УРСР від 20 травня 1933 року, мав назву Сталінський. Тогочасний район розмішувався у центральній частині міста від Володимирської вулиці до Галицької площі, включав в себе частину Верхнього міста, місцевості Паньківщина, Єврейський базар, Кудрявець, Солдатська слобідка та інші. Назву Радянський район набув 1961 року. В 1965, 1968 та 1973 роках територія району значно розширилася, до його складу увійшли також Шулявка, Нивки, Ґалаґани.
У 2001 році у ході адміністративно-територіальної реформи в Києві
більша частина району (за виключенням місцевості Ґалаґани) увійшла до складу Шевченківського району.